# Gymnastique artistique aux Jeux olympiques d'été de 2016 - barre fixe hommes
 (août 2016).
Pour un article plus général, voir Gymnastique artistique aux Jeux olympiques d'été de 2016.
Navigation
Londres 2012 Tokyo 2020
The Men's horizontal bar competition at the 2016 Summer Olympics will be held at the HSBC Arena.

## Format de la compétition
The top 8 qualifiers in the qualification phase (with a maximum of two per NOC), advanced to the individual all-around final. The finalists performed on each apparatus again. Qualification scores do not count in the final.

## Qualifications
The gymnasts who ranked top eight qualified for final round. In case of there were more than two gymnasts in same NOC, the last ranked among them would not qualify to final round. The next best ranked gymnast would qualify instead.
| Rank | Name                     | Pays            | Difficulty | Execution | Penalty | Total  | Qualification |
| ---- | ------------------------ | --------------- | ---------- | --------- | ------- | ------ | ------------- |
| 1    | Fabian Hambüchen         | Allemagne       | 7.300      | 8.233     |         | 15.533 | Q             |
| 2    | Nile Wilson              | Grande-Bretagne | 7.000      | 8.500     |         | 15.500 | Q             |
| 3    | Epke Zonderland          | Pays-Bas        | 7.200      | 8.166     |         | 15.366 | Q             |
| 4    | Danell Leyva             | États-Unis      | 7.300      | 8.033     |         | 15.333 | Q             |
| 5    | Francisco Barreto Júnior | Brésil          | 6.800      | 8.466     |         | 15.266 | Q             |
| 6    | Sam Mikulak              | États-Unis      | 6.400      | 8.733     |         | 15.133 | Q             |
| 7    | Oleg Verniaiev           | Ukraine         | 6.500      | 8.633     |         | 15.133 | Q             |
| 8    | Manrique Larduet         | Cuba            | 7.000      | 8.116     |         | 15.116 | Q             |
| 9    | Pablo Brägger            | Suisse          | 7.000      | 8.100     |         | 15.100 | R1            |
| 10   | Bart Deurloo             | Pays-Bas        | 7.200      | 7.900     |         | 15.100 | R2            |
| 11   | Ryōhei Katō              | Japon           | 6.900      | 8.100     |         | 15.000 | R3            |

## Finale
| Rang               | Gymnaste                 | Pays            | Score D | Score E | Pén. | Total  |
| ------------------ | ------------------------ | --------------- | ------- | ------- | ---- | ------ |
| Médaille d'or      | Fabian Hambüchen         | Allemagne       | 7.300   | 8.466   |      | 15.766 |
| Médaille d'argent  | Danell Leyva             | États-Unis      | 7.300   | 8.200   |      | 15.500 |
| Médaille de bronze | Nile Wilson              | Grande-Bretagne | 6.800   | 8.666   |      | 15.466 |
| 4                  | Sam Mikulak              | États-Unis      | 6.800   | 8.600   |      | 15.400 |
| 5                  | Francisco Barreto Júnior | Brésil          | 6.900   | 8.308   |      | 15.208 |
| 6                  | Manrique Larduet         | Cuba            | 7.000   | 8.033   |      | 15.033 |
| 7                  | Epke Zonderland          | Pays-Bas        | 6.900   | 7.133   |      | 14.033 |
| 8                  | Oleg Verniaiev           | Ukraine         | 6.300   | 7.066   |      | 13.366 |